# Fabia tellinae
Fabia tellinae är en kräftdjursart som beskrevs av Nathan Augustus Cobb 1973. Fabia tellinae ingår i släktet Fabia och familjen Pinnotheridae. Inga underarter finns listade i Catalogue of Life.